# Kaple svatého Jana Křtitele (Litoměřice)
Kaple svatého Jana Křtitele v Litoměřicích je raně barokní stavba stojící v Máchově ulici v Litoměřicích na východním svahu Dómského pahorku. Je chráněna jako kulturní památka České republiky.

## Historie
Jako gotický kostel byla kaple připomínána již v roce 1384. Tento původní drobný centrální kostel vzniklý ve 12. nebo 13. století byl poškozen za třicetileté války a následně zpustl. Litoměřický radní protokol uvádí žádost biskupa Jaroslava Františka ze Šternberka z roku 1676 o pusté místo po kostelíku sv. Jana na Dubině. Dnešní kaple sv. Jana Křtitele, která nahradila gotický kostel, byla vystavěna zřejmě Giuliem Broggiem v letech 1676–1677, jak dokládá nápis na vstupním portálu. Opravována byla v letech 1910, 1955 a 1999. V některých dobách sloužila kaple spíše profánním potřebám litoměřického biskupství, např. se v ní sušilo prádlo. Bohoslužby se zde konají každoročně ve dnech okolo svátků sv. Jana Křtitele.

## Architektura
Kompozice kaple je ještě poplatná renesančnímu prostorovému cítění. Jedná se o centrální, čtyřbokou stavbu se stanovou střechou. Nízký stan vrcholí lucernou osvětlenou volskými oky a má nad vstupním průčelím štítový vikýř, který sloužil jako otevřená zvonička. Paralelu k této kapli najdeme v blízkých Liběšicích u Litoměřic, proto je i tamní hřbitovní kaple sv. Františka Xaverského připisována G. Broggiovi. U nároží jsou odsazené pilastry bez hlavic, ve vpadlých polích okna uzavřená segmentem.
Hlavní portál je obdélný s bohatým rámem, v nadpraží pak kartuše s nápisovou deskou. V rozeklaném frontonu (nad portálem) je umístěn znak litoměřického biskupa Jaroslava Františka Ignáce ze Šternberka.
Vnitřek kaple je čtvercový. V rozích jsou vtažené zkosené pilíře s římsovými úseky, nad kterými je na pendentivech oktogonální kupole s lucernou. Při podlaze kaple se nachází renesanční kamenný náhrobek z roku 1573. V současnosti jsou uvnitř uskladněny také barokní sochy z původního mostu přes Labe.

## Hřbitůvek
V kamenném ohrazení okolo kaple se nachází malý hřbitůvek. Byl zde pohřben v důsledku josefínských reforem i 6. litoměřický biskup Emanuel Arnošt Valdštejn v tzv. josefínské hrobce. Na konci 20. století se ostatky tohoto biskupa podařilo exhumovat a po antropologickém průzkumu je uložit do krypty před oltářem Panny Marie Bolestné v litoměřické katedrále.

## Duchovní správcové kaple
- seznam je umístěn na stránce Římskokatolická dómská farnost u svatého Štěpána Litoměřice